# Rymanów (gmina)
Rymanów – gmina miejsko-wiejska w województwie podkarpackim, w powiecie krośnieńskim. Siedziba gminy to miasto Rymanów.

## Położenie
Według danych z 2002r. gmina Rymanów ma obszar 165,79 km², w tym: użytki rolne 54%, użytki leśne 34%.
Gmina stanowi 17,95% powierzchni powiatu.
W latach 1975–1998 gmina położona była w województwie krośnieńskim, aktualnie w województwie podkarpackim.

## Demografia
Dane z 31.12.2019 roku
| Opis                              | Ogółem | Ogółem | Kobiety | Kobiety | Mężczyźni | Mężczyźni |
| --------------------------------- | ------ | ------ | ------- | ------- | --------- | --------- |
| Jednostka                         | osób   | %      | osób    | %       | osób      | %         |
| Populacja                         | 15 892 | 100    | 8 105   | 51      | 7 787     | 49        |
| Gęstość zaludnienia [mieszk./km²] | 95     | 95     | 48      | 48      | 47        | 47        |

- Piramida wieku mieszkańców gminy Rymanów w 2014 roku[1]

## Podział administracyjny
Gmina utworzyła 19 jednostek pomocniczych w dwóch rodzajach: 3 osiedla i 16 sołectw w obrębie gminy.
OsiedlaRymanów nr 1, Rymanów nr 2, Rymanów-Zdrój
SołectwaBałucianka, Bzianka, Głębokie, Deszno (część Rymanowa-Zdroju), Klimkówka, Królik Polski (Królik Polski+Królik Wołoski), Ladzin, Łazy, Milcza, Posada Górna, Puławy (Puławy+Rudawka Rymanowska+Zawoje), Sieniawa, Wisłoczek (Wisłoczek+Tarnawka), Wróblik Królewski, Wróblik Szlachecki, Zmysłówka.

## Sąsiednie gminy
Besko, Bukowsko, Dukla, Haczów, Iwonicz-Zdrój, Jaśliska, Komańcza, Miejsce Piastowe, Zarszyn